# 도길부
도길부(都吉敷, ? ~ 1388년 6월)는 고려의 문신 겸 관료이다. 본관은 성주(星州).

## 생애
공민왕 치세 시절이던 1359년에 음서로써 관직 천거된 그는 1380년(우왕 6) 왜구가 경산부(京山府)에 침입했을 때 원수(元帥)가 되어 도순찰사(都巡察使) 이성계(李成桂)의 지휘를 받아 이를 토벌하였다.
평소 이인임을 주군으로 섬긴 그는 1382년 한양천도 때 이인임(李仁任)·임견미(林堅味)·염흥방(廉興邦) 등과 함께 왕을 호종(扈從)하면서 자신의 겸종을 보내 가는 곳마다 무리를 이루어 백성의 전려(田廬)를 탈점하였다. 도길부는 이인임의 인척이라 대언(代言)에 제배되었다가, 오재(五宰)로 승진하였다.
1383년 제조정방(提調政房)이 되었다.
1384년 우왕이 총애하던 봉가이(鳳加伊)를 간통하였다는 참소를 받음으로 인하여 서북면도체찰사(西北面都體察使)로 좌천되었다.
벼슬이 찬성사(贊成事)에 이르렀으나, 1388년(우왕 14) 이인임의 일당으로서 숙청되었다.